# Celso da Cruz Carneiro Ribeiro
Celso da Cruz Carneiro Ribeiro (19 de novembro de 1954) é um pesquisador brasileiro, membro titular da Academia Brasileira de Ciências na área de Ciências da Engenharia desde 28 de abril de 1999. É professor da Universidade Federal Fluminense, do departamento de Ciências da Computação.
Foi condecorado com a comenda da Ordem Nacional do Mérito Científico.